# Anolis amplisquamosus
Anolis amplisquamosus – gatunek endemicznej dla Hondurasu jaszczurki z rodziny Anolidae. Jest krytycznie zagrożony wyginięciem.

## Systematyka
Gatunek zalicza się do rodzaju Anolis. Zaliczany bywał też do rodzaju Norops (w którym umieścili go autorzy pierwszego opisu), obecnie uznawanego za młodszy synonim Anolis.
Rodzaj Anolis umieszcza się zgodnie z dzisiejszą systematyką w monotypowej rodzinie Anolidae. W przeszłości zaliczano go jednak do rodziny legwanowatych (Iguanidae).

## Rozmieszczenie geograficzne
Zwierzę to występuje endemicznie w północno-zachodnim Hondurasie w Ameryce Centralnej, zamieszkując teren o powierzchni około 80 km² w górach Sierra de Omoa.
Gad bytuje na wysokości od 1530 do 2200 m n.p.m.

## Siedlisko
Siedlisko tego zwierzęcia to górskie lasy mgliste, w tym także lasy karłowate.

## Zagrożenia i ochrona
W Czerwonej księdze gatunków zagrożonych IUCN Anolis amplisquamosus jest klasyfikowany jako gatunek krytycznie zagrożony (CR, ang. Critically Endangered).
Wedle badań Wilsona i McCranie’ego z 2003 i 2004 gatunek występował obficie, dane z kolejnych lat (2006) uznają go już za rzadkość.
Sądzi się, że gatunkowi zagraża utrata środowiska naturalnego spowodowana pozyskiwaniem drewna i rozwojem rolnictwa. Obecnie cały obszar występowania zwierzęcia leży w obrębie Parku Narodowego Cusuco.